# Ciclisme als Jocs Olímpics d'estiu de 2016 - Keirin masculí
La prova de keirin masculí dels Jocs Olímpics de Rio de Janeiro 2016 es disputà el 16 d'agost al Velòdrom Olímpic de Rio.
La prova va ser guanyada pel britànic Jason Kenny, seguit pel neerlandès Matthijs Buchli i el malaisi Azizulhasni Awang en tercer lloc.

## Medallistes
| Or                | Plata                 | Bronze                  |
| Jason Kenny (GBR) | Matthijs Buchli (NED) | Azizulhasni Awang (MAS) |

## Primera Ronda
Les dues primeres ciclistes de cada sèrie es classifiquen per a la següent ronda
Sèrie 1
| Pos. | Ciclista                 | Temps  |
| ---- | ------------------------ | ------ |
| 1    | Michael D'Almeida (FRA)  | 10.237 |
| 2    | Joachim Eilers (GER)     | +0.123 |
| 3    | Theo Bos (NED)           | +0.387 |
| 4    | Christos Volikakis (GRE) | +0.467 |
| 5    | Patrick Constable (AUS)  | +0.637 |
| 6    | Chaebin Im (KOR)         | +0.859 |

Sèrie 2
| Pos. | Ciclista                | Temps  |
| ---- | ----------------------- | ------ |
| 1    | Damian Zielinski (POL)  | 10.522 |
| 2    | Matthew Glaetzer (AUS)  | +0.033 |
| 3    | Dongjin Kang (KOR)      | +0.063 |
| 4    | Edward Dawkins (NZL)    | +0.076 |
| 5    | Kazunari Watanabe (JPN) | +0.155 |
| 6    | Pavel Kelemen (CZE)     | +0.214 |
| 7    | Denis Dmitriev (RUS)    | REL    |

Sèrie 3
| Pos. | Ciclista                | Temps  |
| ---- | ----------------------- | ------ |
| 1    | Sam Webster (NZL)       | 10.346 |
| 2    | Matthijs Buchli (NED)   | +0.034 |
| 3    | François Pervis (FRA)   | +0.035 |
| 4    | Krzysztof Maksel (POL)  | +0.378 |
| 5    | Azizulhasni Awang (MAS) | +0.484 |
| 6    | Callum Skinner (GBR)    | +1.069 |
| 7    | Ángel Pulgar (VEN)      | REL    |

Sèrie 4
| Pos. | Ciclista                | Temps  |
| ---- | ----------------------- | ------ |
| 1    | Jason Kenny (GBR)       | 10.238 |
| 2    | Fabián Puerta (COL)     | +0.014 |
| 3    | Maximilian Levy (GER)   | +0.103 |
| 4    | Hugo Barrette (CAN)     | +0.110 |
| 5    | Matthew Baranoski (USA) | +0.237 |
| 6    | Kazunari Watanabe (JPN) | +0.345 |
| 7    | Hersony Canelón (VEN)   | +0.986 |

## Repesca
Els ciclistes no classificats tornen a competir. El millors de cada sèrie passa a la segona ronda.
| Pos. | Ciclista                | Temps  |
| ---- | ----------------------- | ------ |
| 1    | Azizulhasni Awang (MAS) | 10.399 |
| 2    | Hugo Barrette (CAN)     | +0.038 |
| 3    | Theo Bos (NED)          | +0.079 |
| 4    | Pavel Kelemen (CZE)     | +0.180 |

| Pos. | Ciclista               | Temps  |
| ---- | ---------------------- | ------ |
| 1    | Krzysztof Maksel (POL) | 9.531  |
| 2    | Chaebin Im (KOR)       | +0.047 |
| 3    | Dongjin Kang (KOR)     | +0.123 |
| 4    | Yuta Wakimoto (JPN)    | +0.485 |
| 5    | Hersony Canelón (VEN)  | +1.237 |

| Pos. | Ciclista                | Temps  |
| ---- | ----------------------- | ------ |
| 1    | François Pervis (FRA)   | 10.284 |
| 2    | Yuta Wakimoto (JPN)     | +0.075 |
| 3    | Edward Dawkins (NZL)    | +0.114 |
| 4    | Ángel Pulgar (VEN)      | +0.378 |
| 5    | Patrick Constable (AUS) | +1.090 |

| Pos. | Ciclista                 | Temps  |
| ---- | ------------------------ | ------ |
| 1    | Christos Volikakis (GRE) | 10.091 |
| 2    | Denis Dmitriev (RUS)     | +0.066 |
| 3    | Matthew Baranoski (USA)  | +0.640 |
| 4    | Maximilian Levy (GER)    | +1.277 |
| 5    | Callum Skinner (GBR)     | REL    |

## Segona Ronda
Les tres millors de cada sèrie passen a la final.
| Pos. | Ciclista                 | Temps  |
| ---- | ------------------------ | ------ |
| 1    | Jason Kenny (GBR)        | 10.163 |
| 2    | Matthijs Buchli (NED)    | +0.261 |
| 3    | Azizulhasni Awang (MAS)  | +0.271 |
| 4    | Matthew Glaetzer (AUS)   | +0.325 |
| 5    | Christos Volikakis (GRE) | +0.482 |
| 6    | Michael D'Almeida (FRA)  | +1.088 |

| Pos. | Ciclista               | Temps  |
| ---- | ---------------------- | ------ |
| 1    | Joachim Eilers (GER)   | 10.239 |
| 2    | Damian Zielinski (POL) | +0.071 |
| 3    | Fabián Puerta (COL)    | +0.073 |
| 4    | Krzysztof Maksel (POL) | +0.130 |
| 5    | François Pervis (FRA)  | +0.137 |
| 6    | Sam Webster (NZL)      | +1.524 |

## Finals
| Pos. | Ciclista                | Temps  |
| ---- | ----------------------- | ------ |
| 1    | Jason Kenny (GBR)       | 10.113 |
| 2    | Matthijs Buchli (NED)   | +0.040 |
| 3    | Azizulhasni Awang (MAS) | +0.085 |
| 4    | Joachim Eilers (GER)    | +0.110 |
| 5    | Fabián Puerta (COL)     | +0.113 |
| 6    | Damian Zielinski (POL)  | +0.594 |

| Pos. | Ciclista                 | Temps  |
| ---- | ------------------------ | ------ |
| 7    | Sam Webster (NZL)        | 10.206 |
| 8    | Michael D'Almeida (FRA)  | +0.009 |
| 9    | Krzysztof Maksel (POL)   | +0.107 |
| 10   | Matthew Glaetzer (AUS)   | +0.322 |
| 11   | François Pervis (FRA)    | +0.406 |
| 12   | Christos Volikakis (GRE) | +0.514 |